# 登米県

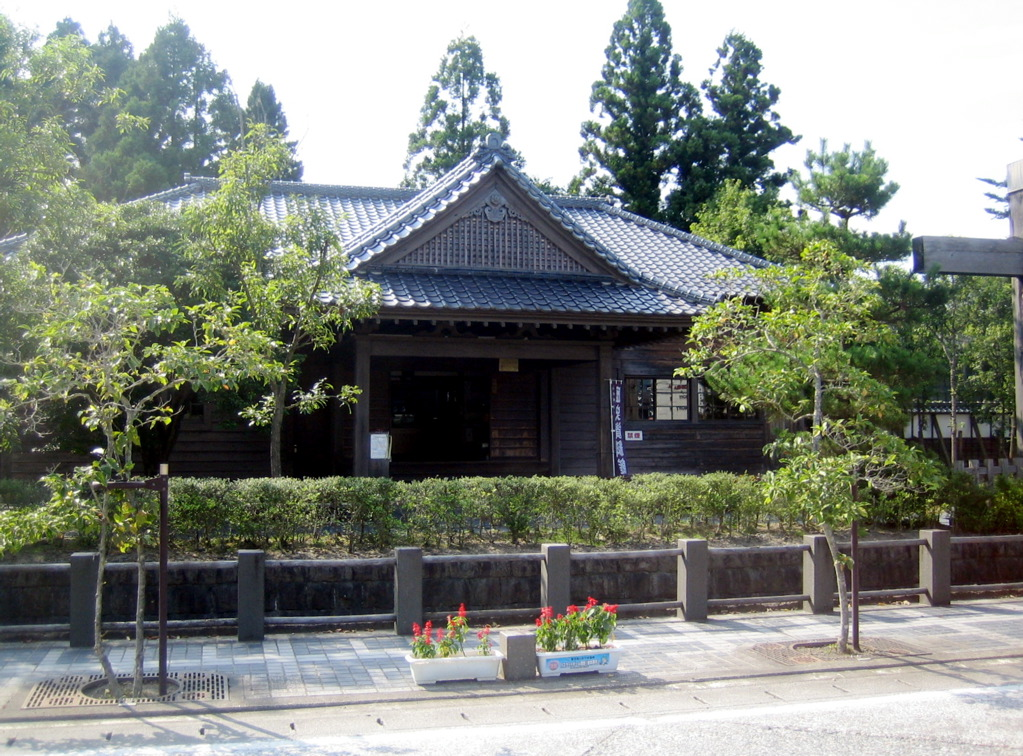
旧登米県庁舎

登米県（とよまけん）は、明治2年8月（1869年9月）に明治政府によって陸前国北東部（旧仙台藩領）に設置された県。管轄区域は現在の宮城県北東部に相当する。

## 概要
明治元年12月24日（1869年2月5日）、戊辰戦争に敗れた仙台藩は62万石から28万石に減封された。その際に仙台藩から没収された所領のうち、登米郡・遠田郡および志田郡のうち43か村が常陸土浦藩取締地となり、涌谷県（わくやけん）を称した。
そのわずか4ヶ月後、正式に登米県が設置され、県庁を登米郡（とよまぐん）寺池村に置いた。寺池では新庁舎の建設が開始されたが（現：登米市登米町寺池桜小路1-5）、この新庁舎が登米県庁として使用されることはなく、後に水沢県庁として使用された。その後、明治4年11月2日（1871年12月13日）の第1次府県統合により仙台藩の後身である仙台県に編入されて廃止され、一部の地域は一関県に移管された。なお、仙台県は翌明治5年（1872年）に宮城県と改称され現在に至る。また、登米県大参事の塩谷良翰は仙台県参事、宮城県参事を引き続き務めている。

## 沿革
- 明治元年12月7日（1869年1月19日） - 仙台藩から没収された所領のうち、登米郡・遠田郡および志田郡のうち43か村が土浦藩取締地となる。
- 明治2年3月22日（1869年5月3日） - 土浦藩取締地が涌谷県を称する[1]。
- 明治2年8月7日（1869年9月12日） - 土浦藩取締地および栗原郡のうち40か村を以て登米県を設置。
- 明治3年9月28日（1870年10月22日） - 石巻県を編入。
- 明治4年11月2日（1871年12月13日） - 第1次府県統合により仙台県に編入。ただし登米郡・本吉郡および栗原郡のうち40か村は一関県に移管。同日登米県廃止。

## 管轄地域
- 陸前国
  - 遠田郡
  - 登米郡
  - 牡鹿郡
  - 桃生郡
  - 本吉郡
  - 志田郡のうち21か村
  - 栗原郡のうち40か村

## 歴代知事
- 明治2年8月7日（1869年9月12日） - 明治3年9月28日（1870年10月22日）：権知事・鷲津宣光（尾張藩出身の儒学者）
- 明治3年9月28日（1870年10月22日） - 明治3年10月7日（1870年10月31日）：知事・山中献（前石巻県知事、前任者を追い出す形となり申し訳ないとして辞任）
- 明治3年9月29日（1870年10月23日） - 明治4年11月2日（1871年12月13日）：大参事・塩谷良翰（元館林藩士。仙台県参事へ）
- 時期不明 ：大参事・多賀努